# Charles Joseph de Ligne
Charles Joseph de Ligne (23. května 1735 Brusel - 13. prosince 1814 Vídeň) byl šlechtic, důstojník a diplomat v rakouských službách, původem z belgického knížecího rodu Ligne.

## Život
V roce 1752 vstoupil do rakouských služeb, jako kadet pěšího pluku svého otce (38. pěší pluk). V letech 1757 a 1758 se aktivně účastnil sedmileté války v bojích proti Prusku. Ve válce o bavorské dědictví získal hodnost polního podmaršálka. Roku 1772 mu byl udělen řád zlatého rouna. V letech 1788 až 1789 bojoval na straně Ruska a Rakouska v Rusko-turecké válce. Za dobytí Bělehradu získal roku 1789 komandérský kříž Vojenského řádu Marie Terezie.
Byl oblíbeným a vyhledávaným společníkem evropské aristokracie. Navštěvoval Giacoma Casanovu, s nímž se spřátelil, také Wielanda, paní Germaine de Staël a dopisoval si s Jeanem Jacquesem Rousseauem, Voltairem, Johannem Wolfgangem Goethem, pruským císařem Fridrichem II. i ruskou carevnou Kateřinou II.
Princ de Ligne byl přijat za člena bruselské lóže svobodných zednářů  L'Heureuse Rencontre. Když byla v roce 1785 založena nová zednářská lóže regimentu Ligne, byl jejím ctihodným mistrem.
V roce 1755 se ve Valticích oženil s princeznou Marií Františkou z Lichtenštejna (1739–1821), dcerou Emanuela z Lichtenštejna. Z jejich manželství pocházelo osm dětí.

## Smrt
V dopise svému příteli, princi Charlesi z Talleyrandu, v říjnu roku 1814 předpověděl svou vlastní smrt slovy: "Vídeňskému kongresu ještě chybí jedna událost: pohřeb polního maršála, postarám se o to."
Slavný pohřeb za účasti všech politiků Vídeňského kongresu se konal v kostele Skotů ve Vídni, kde byl princ de Ligne také pohřben.